# Unidad periférica de Larisa
Larisa (griego: Λάρισα, Lárisa; en latín Larissa) es una unidad periférica de Grecia, cuya capital es Larisa, el principal centro económico y administrativo de la periferia de Tesalia. Hasta el 1 de enero de 2011 fue una de las 51 prefecturas en que se dividía el país.

## Municipios

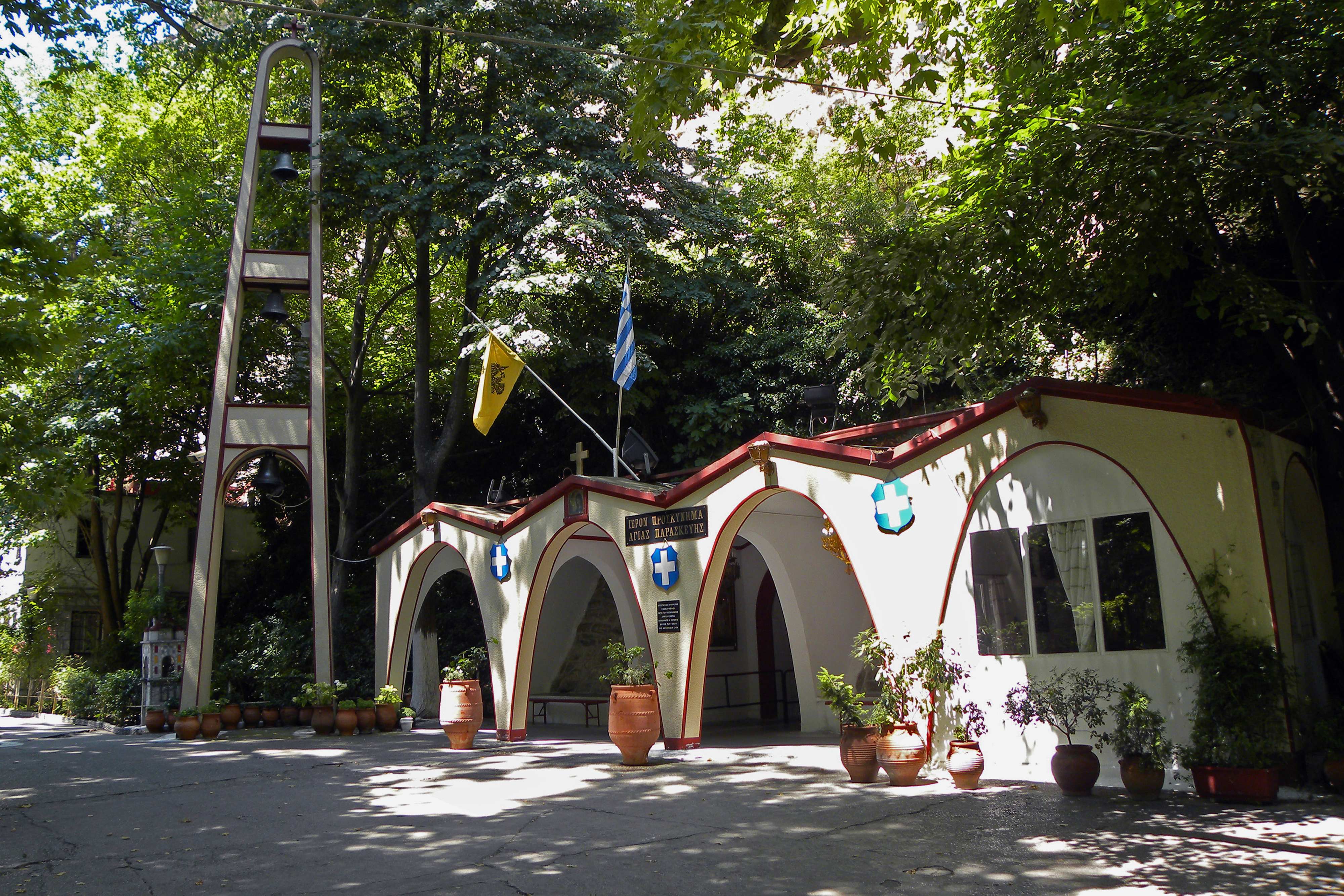
templo en la prefectura de Larisa.

Se divide en siete municipios:
- Agiá
- Elassona
- Farsala
- Kileler
- Larisa
- Tempe
- Tírnavos